# 近衛文麿
近衛 文麿（このえ ふみまろ、正体字：近󠄁衞 文󠄁麿󠄁、1891年〈明治24年〉10月12日 - 1945年〈昭和20年〉12月16日）は、日本の政治家。位階は従二位。勲等は勲一等。爵位は公爵。
貴族院議員、貴族院副議長（第10代）、貴族院議長（第9代）、枢密院議長（第18代）、内閣総理大臣（第34・38・39代）、外務大臣（第57代）、拓務大臣（第13代）、班列、農林大臣（第17代）、司法大臣（第43代）、国務大臣、麝香間祗候、大政翼賛会総裁（初代）、東亜同文書院院長（第5代）、日本放送協会総裁（第2代）などを歴任した。

## 概要
五摂家・堂上公家（のちの堂上華族）の近衞家の第30代当主。祖父は明治新政府で神祇事務総督、議定、刑法事務局督、神祇官知事、神祇大副を歴任した近衛忠房。父の近衞篤麿は第7代学習院院長や第3代貴族院議長を務める傍らアジア主義の盟主であり、東亜同文会を興すなど活発な政治活動を行うも、文麿が成人する前に病没した。父の没後に近衞家の家督として公爵を襲爵、のちに貴族院議員、東亜同文会会長となる。当初は研究会に所属するが火曜会を結成し、貴族院副議長、貴族院議長などの要職を歴任した。
3度にわたり内閣総理大臣に任命され、第1次近衞内閣、第2次近衞内閣、第3次近衞内閣を組織した。その際に、外務大臣、拓務大臣、農林大臣、司法大臣などを一時兼務した。また、平沼内閣では、班列として入閣した。第1次近衞内閣では、盧溝橋事件に端を発した日中戦争が発生し、北支派兵声明、近衛声明や東亜新秩序などで対応、戦時体制に向けた国家総動員法の施行などを行った。また、新体制運動を唱え大日本党の結党を試みるものの、この新党問題が拡大し総辞職した。その後も国内の全体主義化と独裁政党の確立を目指して第2次・第3次近衞内閣では自ら設立した大政翼賛会の総裁となり、外交政策では八紘一宇と大東亜共栄圏建設を掲げて日独伊三国軍事同盟や日ソ中立条約を締結した。
太平洋戦争中、吉田茂などとヨハンセングループとして昭和天皇に対して「近衛上奏文」を上奏するなど、戦争の早期終結を唱えた。また、戦争末期には、独自の終戦工作も展開していた。太平洋戦争終結後、東久邇宮内閣にて国務大臣として入閣した。大日本帝国憲法改正に意欲を見せたものの、A級戦犯に指定され服毒自殺した。
指揮者・作曲家で貴族院議員を務めた近衞秀麿は異母弟、大山柏は妹婿、徳川家正は従兄にあたる。また、第45・46代熊本県知事や第79代内閣総理大臣を務めた細川護煕と、日本赤十字社社長や国際赤十字赤新月社連盟会長を務めた近衞忠煇、島津家第32代当主・島津修久は外孫に当たる。

## 生涯

### 生い立ち

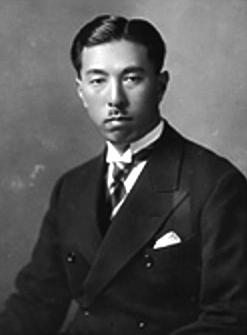
若かりしころ

1891年（明治24年）10月12日、公爵・近衛篤麿と旧加賀藩主で侯爵・前田慶寧の五女・衍子の間の長男として、東京市麹町区（現：千代田区）で生まれた。命名は長命であった曾祖父忠煕に依り、読みは「あやまろ」では語呂が悪いため「ふみまろ」とされた。皇別摂家の家系で後陽成天皇の男系子孫にあたる。母の衍子は加賀前田家の出身で、文麿が幼い頃に病没、父の篤麿は衍子の異母妹・貞を後妻に迎えるが、文麿はこの叔母にあたる継母とはうまくいかなかった。貞が「文麿がいなければ私の産んだ息子の誰かが近衛家の後継者となれた」と公言していたのが理由とされる。文麿は成人するまで貞を実母と思い、事実を知った衝撃は大きく、以後「この世のことはすべて嘘だと思うようになった」。このことが文麿の人格形成に与えた影響は大きかった。1904年（明治37年）に父の篤麿は41歳で死去、文麿は12歳にして襲爵し近衛家の当主となるが、父が残した多額の借金をも相続することになった。文麿の、どことなく陰がある反抗的な気質はこの頃に形成された、と後に本人が述懐している。
泰明尋常小学校を経て学習院中等科で学んだ。一学年上には後に「宮中革新派」となる木戸幸一や原田熊雄などがいる。
1909年（明治42年）、第一高等学校入学。当時華族の子弟は学習院高等科への進学が通例だったが、一高校長であった新渡戸稲造に感化され同校を選択した。同級生には菊池寛や、後に近衛内閣のブレーンとなる後藤隆之助や山本有三などがいる。1912年に卒業。
続いて哲学者を志し東京帝国大学文科大学哲学科に進んだが飽き足らず、マルクス経済学の造詣が深い経済学者で共産主義者であった河上肇や被差別部落出身の社会学者・米田庄太郎に学ぶため、京都帝国大学法科大学に転学した。
河上との交流は1年間に及び、彼の自宅を頻繁に訪ね、社会主義思想の要点を学び、深く共鳴している。これがのちに政権担当時の配給制などに結びつく。ジョン・スパルゴーの『カール・マルクスの生涯』とトリノ大学教授ロリア（Achille Loria）の『コンテンポラリー・ソーシャル・プロブレムズ』の2著をもらっている。
京都では木戸幸一、原田熊雄、織田信恒、赤松小寅などと友人になった。大卒者の初任給が50円程度であった当時に毎月150円の仕送りを受け取っていた。下鴨で一年間を過ごしたのち、毛利高範の次女・千代子と結婚し宗忠神社近くの呉服店別荘を借り移り住んだ。首相を辞職した西園寺公望が1913年（大正2年）に京都に移ると、清風荘を訪問し西園寺に面会した。近衛家と西園寺家は共に堂上家であるが縁が薄く、2人が顔を合わせたのはこれが初めてであった。60歳を越す元老の西園寺であったが、同じ堂上家でも格上の摂家の当主である学生の近衞を「閣下」と持ち上げ、近衞は馬鹿にされているのかと気を悪くしている。
在学中の1914年（大正3年）には、オスカー・ワイルドの『社会主義下における人間の魂』を翻訳し、「社会主義論」との表題で第三次『新思潮』大正三年五月号、六月号に発表したが、『新思潮』五月号は発禁処分となった。近衞の翻訳文が原因であるとするのが通説となっているが、異論も存在する。

### 政界へ進出

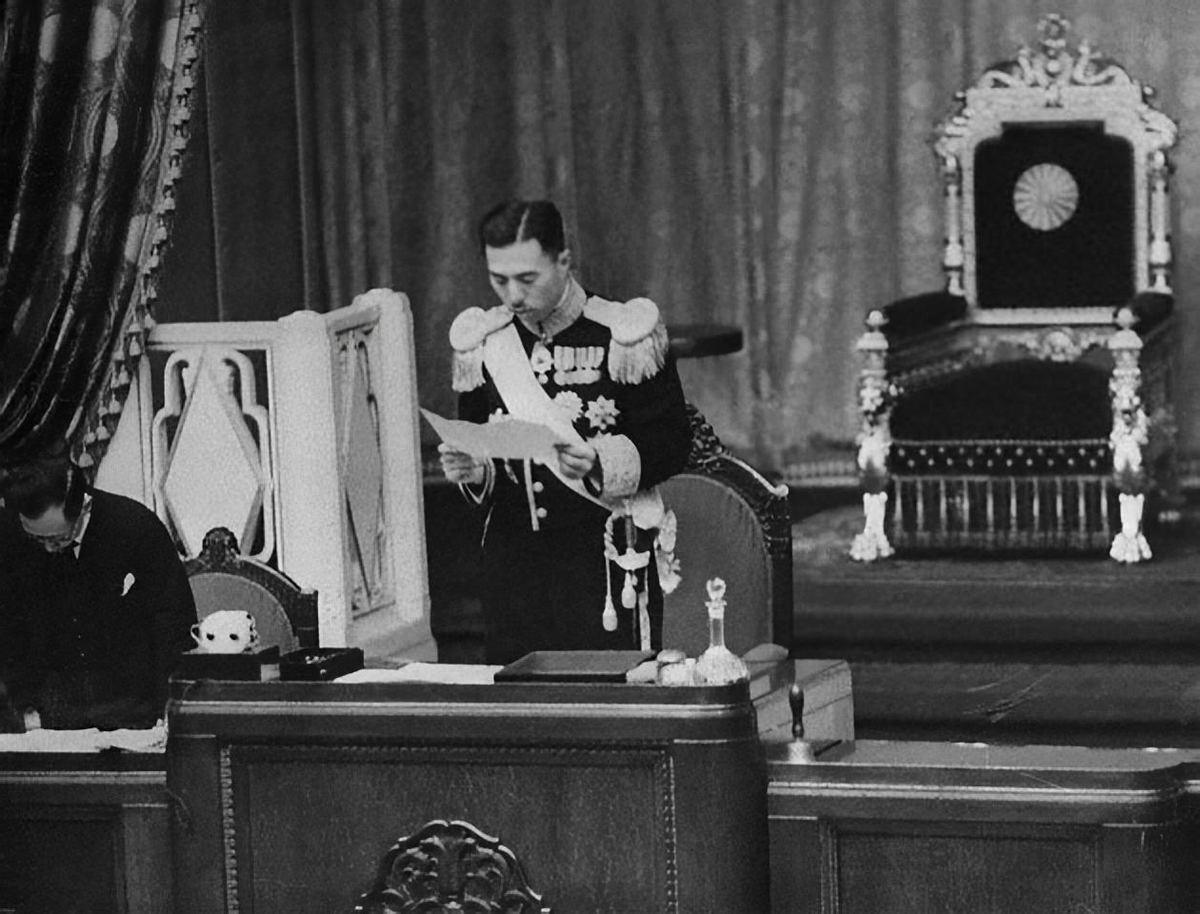
1936年、貴族院本会議にて勅語を朗読

1916年（大正5年）10月12日、満25歳に達したことにより公爵として世襲である貴族院議員になる。
1918年（大正7年）に、雑誌『日本及日本人』で論文「英米本位の平和主義を排す」を発表した。
1919年（大正8年）のパリ講和会議では全権・西園寺公望に随行するも、自らも提案に加わった人種的差別撤廃提案が否決されたことで白人への強い恨みを抱くようになったとされる。
1926年（大正15年）には華族や有位者の資格審査をする宮内省宗秩寮審議会の審議員も兼ねた。
1927年（昭和2年）には旧態依然とした所属会派の研究会から離脱して木戸幸一、徳川家達らとともに火曜会を結成して貴族院内に政治的な地盤を作り、次第に西園寺から離れて院内革新勢力の中心人物となっていった。
また五摂家筆頭という家柄に加えて、一高から二つの帝大に入った高学歴や、180cmを超す高い身の丈で貴公子然とした端正な風貌と、タカ派な主張で、大衆的な人気も高く、早くから将来の首相候補に擬せられた。1933年（昭和8年）貴族院議長に就任。
1933年（昭和8年）には近衞を中心とした政策研究団体として後藤隆之助らにより昭和研究会が創設された。この研究会には暉峻義等、三木清、平貞蔵、笠信太郎、東畑精一、矢部貞治、また企画院事件で逮捕される稲葉秀三、勝間田清一、正木千冬、和田耕作らが参加している。後にゾルゲ事件において絞首刑に処せられる尾崎秀実もメンバーの一人であった。
1934年（昭和9年）5月に横浜を発ってアメリカを訪問し、大統領フランクリン・ルーズベルトおよび国務長官コーデル・ハルと会見した。帰国後記者会見の席上で、「ルーズベルトとハルは、極東についてまったく無知だ」と語っている。
1936年（昭和11年）3月4日、宮内省で西園寺公望と会談した際、二・二六事件後に辞職した岡田啓介の後継として西園寺から推薦され大命降下もあったが、表向きは健康問題を理由に辞退した。真因は、近衞が親近感をもっていた皇道派が陸軍内において粛清されることに不安と不満があったからである。一木喜徳郎が広田弘毅を推薦すると西園寺はすぐに賛成し、近衞を介して吉田茂に広田の説得を任せ、3月5日に広田に組閣の大命が下ったが、吉田ら自由主義者を外務大臣にする広田の組閣案に対して寺内寿一大将などの陸軍首脳部の干渉があり、粛軍と引き替えに大幅に軍に譲歩した形で3月9日に広田内閣が成立した。

### 第一次内閣

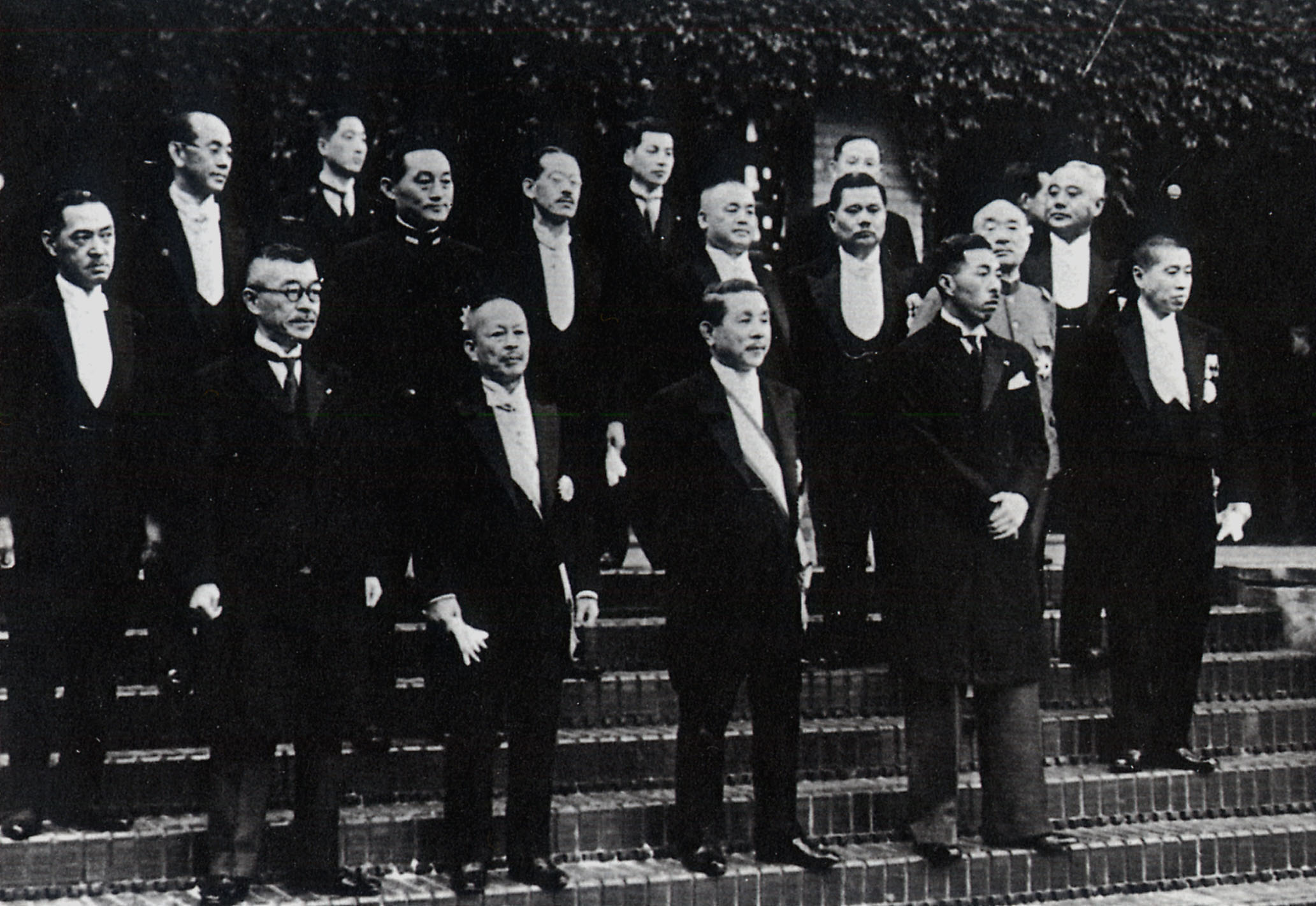
1937年6月、第1次近衛内閣の閣僚らと

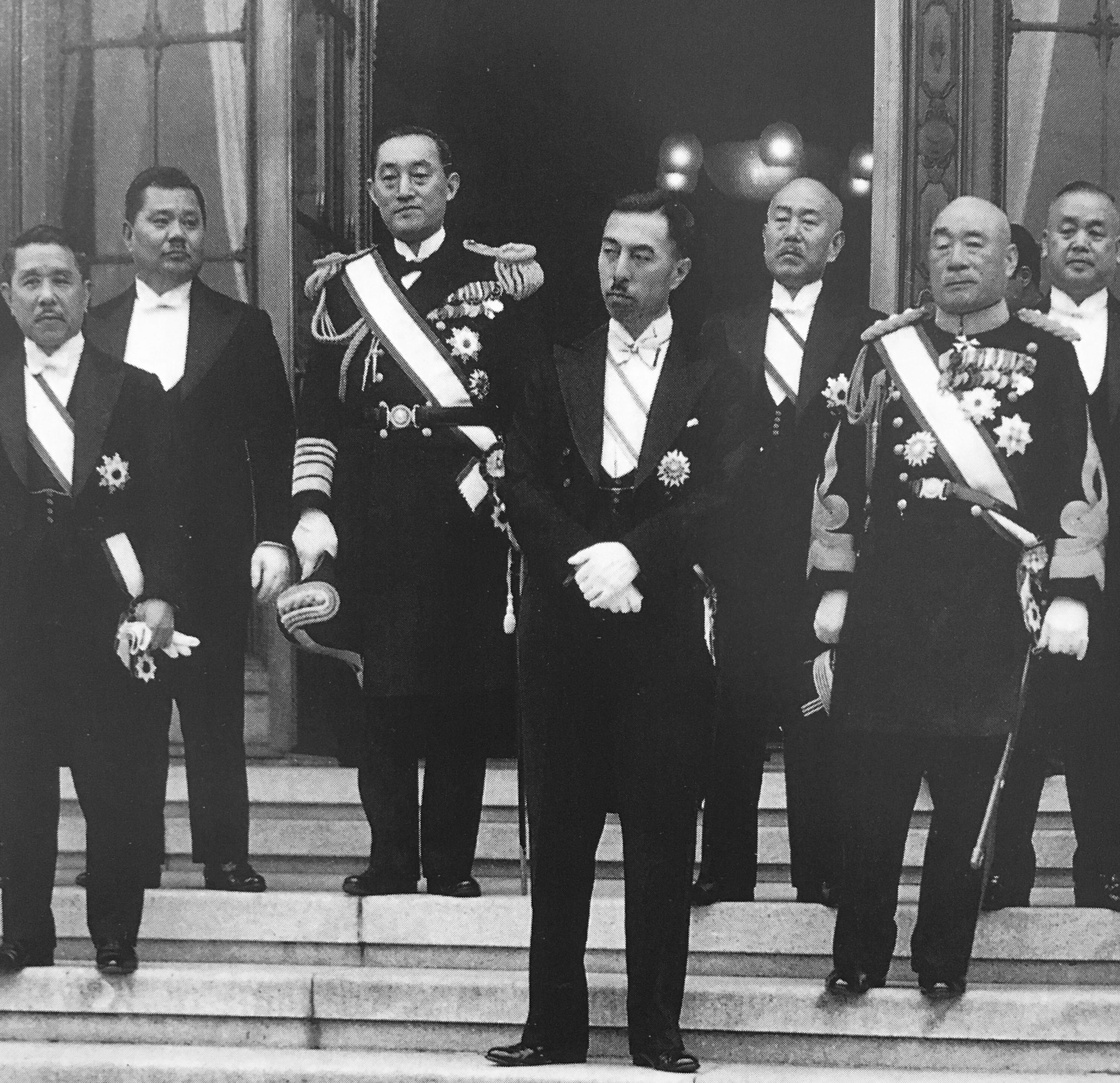
1937年6月4日、海軍大臣米内光政（後方左）らと

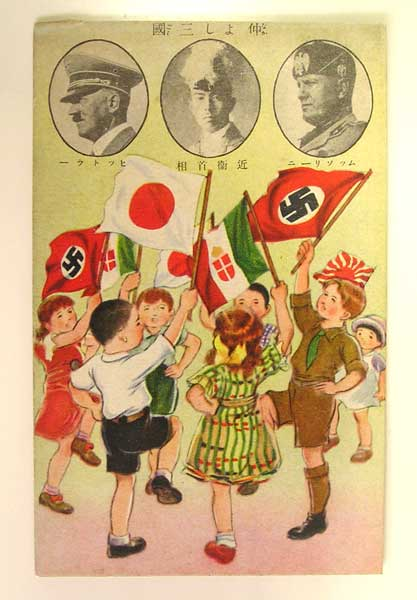
防共協定締結を宣伝する絵葉書「仲よし三國」（1938年）。上段の丸枠の写真はドイツ総統アドルフ・ヒトラー（左）、近衞（中央）、イタリア首相ベニート・ムッソリーニ（右）。

#### 1937年（昭和12年）
対中国政策が行き詰まった広田内閣は、1937年（昭和12年）1月の腹切り問答を機に総辞職した。宇垣一成内閣は陸軍の反対で組閣流産し、首相となった林銑十郎も5月31日に在職わずか3か月で辞任した。
元老・西園寺公望の推薦により近衞は再び大命降下を受け、6月4日に第1次近衛内閣を組織した。首相就任時の年齢は45歳7か月で、初代首相・伊藤博文に次ぐ史上2番目の若さである。軍部大臣には杉山元（陸軍）と米内光政（海軍）が留任し、外務大臣は広田弘毅、さらに立憲民政党と立憲政友会からも大臣を迎えた。昭和研究会からは有馬頼寧が農林大臣に、風見章が内閣書記官長に加わった。陸海軍からの受けも悪くなく、財界、政界からは支持を受け、国民の間の期待度は非常に高かった。
就任直後には、「国内各論の融和を図る」ことを大義名分として、治安維持法違反の共産党員や二・二六事件の逮捕・服役者を大赦しようと主張して、周囲を驚愕させた。この大赦論は、荒木貞夫が陸相時代に提唱していたもので、かれ独特の国体論に基づくものであったが、二・二六事件以降は皇道派将校の救済の意味も持つようになり、真崎甚三郎の救済にも熱心だった近衞は、首相就任前からこれに共感を示していた。しかし、西園寺公望は、荒木が唱え出したころからこの論には反対であり、結局、大赦はならなかった。
7月7日に盧溝橋事件をきっかけに日中戦争（支那事変）が勃発した。7月9日に不拡大方針を閣議で確認した。杉山元は支那駐屯軍司令官・香月清司に対し「盧溝橋事件ニ就テハ、極力不拡大方針ノ下ニ現地解決ヲ計ラレタシ」との命令を与え、今井武夫らの奔走により7月11日に現地の松井太久郎大佐（北平特務機関長）と秦徳純（第二十九軍副軍長）との間で停戦協定が締結された。しかし近衞は蔣介石が4個師団を新たに派遣しているとの報を受け、同11日午後に総理官邸に東京朝日新聞主幹や読売新聞編集局長ら報道陣の代表と、立憲民政党総裁、貴族院議長、日銀総裁ら政財界の代表者らを招き、内地三個師団を派兵する「北支派兵声明」を発表する。派兵決定とその公表は進行中の現地における停戦努力を無視する行動であり、その後の現地交渉を困難なものとした。秦郁彦は、「近衛内閣が自発的に展開したパフォーマンスは、国民の戦争熱を煽る華々しい宣伝攻勢と見られてもしかたのないものであった」としている。
その後の特別議会で近衞は「事件不拡大」を唱え続けた。しかし7月17日には1,000万円余の予備費支出を閣議決定。7月26日には、陸軍が要求していないにもかかわらず、9,700万円余の第一次北支事変費予算案を閣議決定し、7月31日には4億円超の第二次北支事変費予算を追加するなど、不拡大とは反対の方向に指導した。陸軍参謀本部作戦部長の石原莞爾は風見章を通じて、日中首脳会談を近衞に提案したが、広田弘毅が熱意を示さず、最後のところで決断できなかった。この状況を憂慮した石原は7月18日に杉山元に意見具申し、「このまま日中戦争に突入すれば、その結果はあたかもスペイン戦争でのナポレオン同様、底無し沼にはまることになる。この際、思いきって北支にある日本軍全体を一挙に山海関の満支国境まで引き下げる。近衛首相が自ら南京に飛び蔣介石と膝詰めで談判する」という提案をした。同席した陸軍次官・梅津美治郎は、「そうしたいが、近衛首相の自信は確かめてあるのか」と聞き、杉山も「近衛首相にはその気迫はあるまい」と述べた。実際、風見によれば、近衞は陸軍が和平で一本化するかどうか自信がなく、せっかくの首脳会談構想を断念したと言われている。当初、近衞は首脳会談に大変乗り気になり、南京行きを決意して飛行機まで手配したが、直前になり心変わりし蔣介石との首脳会談を取り消した。石原は激怒し「二千年にも及ぶ皇恩を辱うして、この危機に優柔不断では、日本を滅ぼす者は近衛である」と叫んだ。
8月2日には増税案を発表。この間に宋子文を通じて和平工作を行い、近衞と蔣介石との間で合意が成立した。国民政府側から特使を南京に送って欲しいとの電報が届くと、近衞は杉山元に確認を取り、宮崎龍介を特使として上海に派遣することを決定した。ところが海軍を通じてこの電報を傍受した陸軍内の強硬派がこれを好感せず、憲兵を動かして宮崎を神戸港で拘束し東京へ送還してしまう。このため折角の和平工作は立ち消えとなってしまった。
この件に関して杉山は関係者を一切処分しなかったばかりか、事情聴取すら行わず、結果的に事後了解を与えた形になっていた。杉山本人も当初は明解な釈明が能わない有様で、以後近衞は杉山に強い不信感を抱くようになる。
8月8日には日支間の防共協定を目的とする要綱を取り決めた。8月9日に上海で大山事件が発生し日中両軍による戦闘が開始された。8月13日に、近衞は二個師団追加派遣を閣議決定。8月15日に海軍は南京に対する渡洋爆撃を実行し、同時に、近衞は「今や断乎たる措置をとる」との断固膺徴声明を発表。8月17日には不拡大方針を放棄すると閣議決定した。
第二次上海事変が全面戦争へと発展したことを受け、9月2日に「北支事変」を「支那事変」と変更する閣議決定がなされた。9月10日には、臨時軍事費特別会計法が公布され、不拡大派の石原莞爾が失脚した。
また、国内では、10月に国民精神総動員中央連盟を設立。内閣資源局と企画庁が合体した企画院を誕生させ、計画経済体制の確立に向けて動き出した。11月には、1936年（昭和11年）に日本とドイツの間で締結された日独防共協定にイタリアを加えた日独伊防共協定を締結。その後に大本営を設置する。12月5日付の夕刊では、国民の一致団結を謳った「全国民に告ぐ」という宣言文を出させている。これは、近衞の意を受けて秋山定輔がまとめたもので、資金は風見章が出している。こうして、近衞は日本の全体主義体制確立へと突き進む。そんな中、12月13日に南京攻略により、日中戦争は第1段階を終える。

#### 1938年（昭和13年）
翌1938年（昭和13年）1月11日には、御前会議で陸軍参謀本部の主導により「支那事変処理根本方針」が決定された。これはドイツの仲介による講和（トラウトマン工作）を求める方針だった。しかし、近衞は1月14日に和平交渉の打ち切りを閣議決定し、1月16日に「爾後國民政府ヲ對手トセズ」の声明（第一次近衛声明）を国内外に発表し、講和の機会を閉ざした。5月には現地日本軍が徐州を占領しており、7月には尾崎秀実・松本重治・犬養健・西園寺公一・影佐禎昭らの工作により、中国国民党左派の有力者である汪兆銘に接近して、国民党から和平派を切り崩す工作を開始し、石原莞爾らの独自和平工作を完全に阻止した。その後、日本軍は広東と武漢三鎮を占領している。
この間、国内では2月17日には防共護国団の約600名が立憲民政党と立憲政友会の本部を襲撃しているが（政党本部推参事件）、これに先立ち中溝多摩吉は政党本部襲撃計画案を近衞に見せ、近衞はこれに若干の修正を加えている。さらに近衞は、支那事変のためとして、4月に国家総動員法や電力国家管理法を公布、5月5日に施行し、経済の戦時体制を導入、日本の国家社会主義化が開始された。なお、国家総動員法や電力国家管理法は、ソ連の第一次五カ年計画の模倣である。ちなみに3年後の1941年（昭和16年）に制定された国民学校令は、ナチス率いる当時のドイツのフォルクスシューレを模倣した教育制度である。また戦争継続の戦費調達のために大量の赤字国債である「支那事変公債」が発行され、国債の強制割当が行われた。
このころに近衞は、陸軍参謀総長・閑院宮載仁親王らに根回しをすることで杉山元の更迭を成功させた。後任の陸相には小畑敏四郎を考えたが、摩擦が生じることを懸念。そこで不拡大派の支持があった板垣征四郎を迎えることを決意し、板垣への使者として民間人の古野伊之助を派遣、古野は爆弾輸送のトラックに乗り山東省の最前線に乗り込んだ。この時期の内閣改造で主に入閣したのは、陸軍の非主流派や不拡大派の石原莞爾らが、以前閣僚への起用を考えていた人々であった。この人事により軍部を抑える考えがあったものとされるが、板垣は結局「傀儡」となり失敗した。近衞は広田弘毅に代えて宇垣一成を外相に迎えたものの、宇垣の和平工作（宇垣工作）を十分に助けようとしなかった。宇垣はこれに不満を覚え、また近衞が興亜院を設置しようとしたこともあり、9月に辞任した。
8月には、麻生久を書記長とする社会大衆党を中心として、「大日本党」の結成を目指したが、時期尚早とみて中止した。これは、大政翼賛会へと至る挙国一致のための第一歩である。
11月3日に「東亜新秩序」声明（第二次近衛声明）を発表。12月22日には日本からの和平工作に応じた汪兆銘の重慶脱出を受けて、対中国和平における3つの方針（善隣友好、共同防共、経済提携）を示した第三次近衛声明（近衛三原則）を発表した。しかし、汪に呼応する中国の有力政治家はなく、重慶の国民党本部は汪の和平要請を拒否、逆に汪の職務と党籍を剥奪し、近衞の狙った中国和平派による早期停戦は阻まれることになった。
1939年（昭和14年）1月5日に内閣総辞職する。

### 新体制の模索

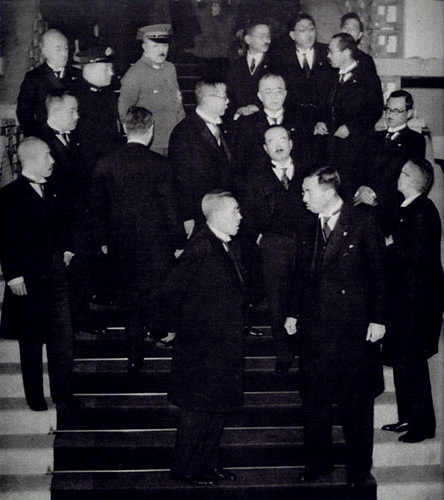
1939年1月5日、内閣総理大臣平沼騏一郎（最前列中央）ら平沼内閣の閣僚らと

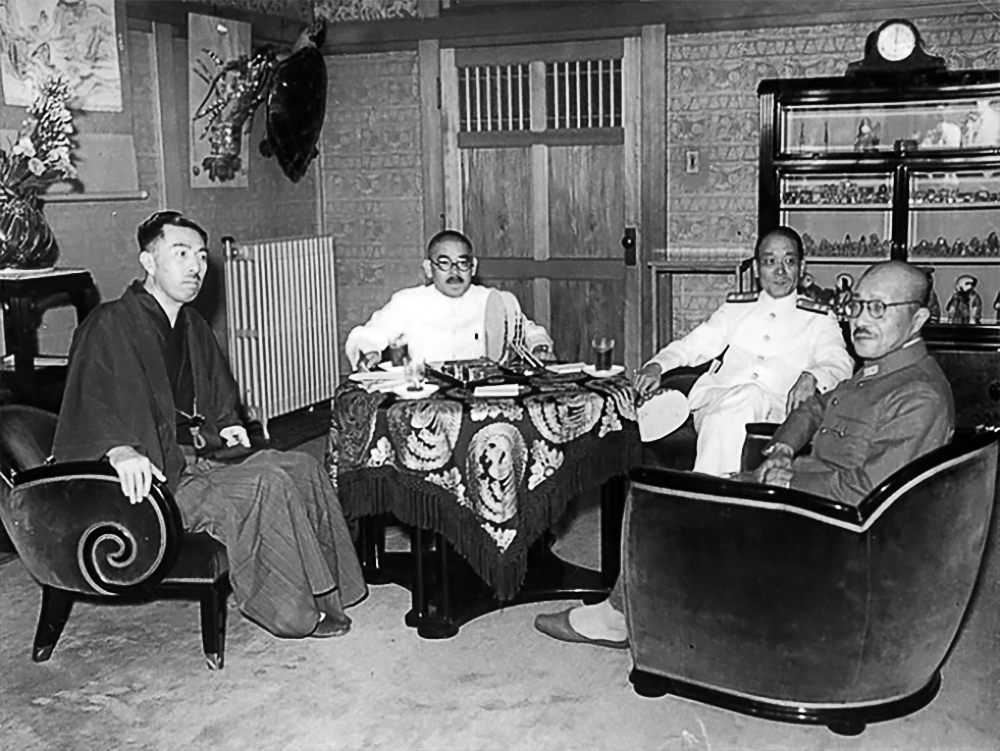
1940年7月19日、荻外荘にて右から陸軍大臣東條英機、海軍大臣吉田善吾、外務大臣松岡洋右と

近衞の後を承けたのは前枢密院議長の平沼騏一郎だったが、平沼内閣には近衞内閣から司法兼逓・文部・内務・外務・商工兼拓務・海軍・陸軍の七大臣が留任した上、枢密院に転じた近衞自身も班列としてこれに名を連ねた。
しかし同時に、末次信正・有馬頼寧・風見章らのような近衛内閣の熱烈な制度改革論者は、平沼の閣僚名簿からは除かれていた。8月23日に独ソ不可侵条約が締結されると、1937年に締結した日独伊防共協定をさらに進めた防共を目的としたドイツとの同盟を模索していた平沼は衝撃を受け、「欧州の天地は複雑怪奇」という声明を残して内閣総辞職した。その一週間後にはドイツがポーランドに侵攻、これを受けてイギリスやフランスがドイツに宣戦布告したことで第二次世界大戦が始まる。平沼の後は陸軍出身の阿部信行と海軍出身の米内光政がそれぞれ短期間政権を担当した。
この間の近衞は新党構想の肉付けに専念した。1940年（昭和15年）3月25日には聖戦貫徹議員連盟が結成され、5月26日には近衞が木戸幸一や有馬頼寧と共に、「新党樹立に関する覚書」を作成した。再度、ソ連共産党やナチス党をモデルにした独裁政党の結成を目指した。6月24日に「新体制声明」を発表している。これに応じて、7月に日本革新党・社会大衆党・政友会久原派、ついで政友会鳩山派・民政党永井派、8月に民政党が解散する。
欧州でドイツが破竹の進撃を続ける中、国内でも「バスに乗り遅れるな」という機運が高まっていた。これを憂慮した昭和天皇や内大臣・湯浅倉平が「海軍の良識派」として知られる米内光政を特に推して組閣させたという経緯があったのだが、陸軍がそれを好感する道理がなかった。半年も経たないころから、陸軍は政府に日独伊三国同盟の締結を執拗に要求。米内がこれを拒否すると、陸軍は陸軍大臣の畑俊六を辞任させて後任を出さず、内閣は総辞職した。替わって大命が降下したのは、近衞だった。この際、「最後の元老」であった西園寺公望は近衞を首班として推薦することを断っている。

新党構想などの準備を着々と整え、満を持しての再登板に臨むことになった近衞は、閣僚名簿奉呈直前の7月19日、荻窪の私邸・荻外荘でいわゆる「荻窪会談」を行い、入閣することになっていた松岡洋右（外相）、吉田善吾（海相）、東條英機（陸相）と「東亜新秩序」の建設邁進で合意している。

### 第二次内閣
1940年（昭和15年）7月22日に、第2次近衛内閣を組織した。7月26日に「基本国策要綱」を閣議決定し、「皇道の大精神に則りまづ日満支をその一環とする大東亜共栄圏の確立をはかる」（松岡外相の談話）構想を発表。新体制運動を展開し、全政党を自主的に解散させ、8月15日の民政党の解散をもって、日本に政党が存在しなくなり、「大正デモクラシー」などを経て日本に根付くと思われていた議会制政治は死を迎えた。
しかし、一党独裁は日本の国体に相容れないとする「幕府批判論」もあって、会は政治運動の中核体という曖昧な地位に留まり、独裁政党の結成には至らず、10月12日に大政翼賛会の発足式で「綱領も宣言も不要」と新体制運動を投げ出した。
また、新体制運動の核の一つであった経済新体制確立要綱が財界から反発を受け、近衛が当初商工大臣に据えようとした革新官僚の商工次官・岸信介は辞退したために代わりに任じた小林一三は経済新体制要綱の推進者である岸と対立、小林は岸を「アカ」と批判した。内務大臣となった平沼騏一郎は経済新体制確立要綱を骨抜きにさせて決着を図り、平沼らはさらに経済新体制確立要綱の原案作成者たちを共産主義者として逮捕させ、岸信介も辞職した。この間、新体制推進派は閣僚を辞職し、平沼は大政翼賛会を公事結社と規定し、大政翼賛会の新体制推進派を辞職させた。
9月23日に北部仏印進駐。9月27日に日独伊三国軍事同盟を締結。第二次世界大戦における枢軸国の原型となった。
11月10日には神武天皇の即位から2600年目に当たるとして紀元二千六百年記念式典を執り行って国威を発揚した。
1941年（昭和16年）1月11日、任期満了に伴う4月の衆議院選挙を1年延期し、対米戦決意を明らかにし、国防国家建設に全力を挙げる態勢をとることで、近衛首相と風見章と有馬頼寧の意見が一致した。さらに近衛首相らは、1月20日、声明を発して対米戦気運を醸成するとともに大政翼賛会にて対米戦に備える国民運動を組織化することを決定したが、声明自体は取り止めになった。
1941年（昭和16年）4月13日に日ソ中立条約を締結。近衞らは日米諒解案による交渉を目指すも、この内容が三国同盟を骨抜きにする点に松岡洋右は反発し、松岡による修正案がアメリカに送られたが、アメリカは修正案を黙殺した。
6月22日に独ソ戦が勃発、ドイツ、イタリアと三国同盟を結んでいた日本は、独ソ戦争にどう対応するか、御前会議にかける新たな国策が直ちに求められた。陸軍は独ソ戦争を、仮想敵国ソビエトに対し軍事行動をとる千載一遇のチャンスととらえた。一方海軍も、この機に資源が豊富な南方へ進出しようと考えた。大本営政府連絡会議では松岡洋右は三国同盟に基づいてソ連への挟撃を訴えた。
7月2日の御前会議で「情勢ノ推移ニ伴フ帝国国策要綱」が決定された。この国策の骨格は海軍が主張した南方進出と、松岡と陸軍が主張した対ソ戦の準備という二正面での作戦展開にあった。この決定を受けてソビエトに対しては7月7日いわゆる関東軍特種演習を発動し、演習名目で兵力を動員し、独ソ戦争の推移次第ではソビエトに攻め込むという作戦であった。一方南方に対して南部仏印への進駐を決定した。
7月18日に内閣総辞職した。足枷でしかなかった松岡洋右を更迭するためであった（大日本帝国憲法では内閣総理大臣が閣僚を罷免できる権限が無かったため）。

### 第三次内閣

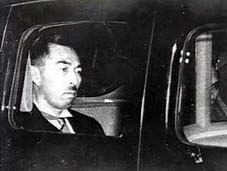
1941年秋ごろ

1941年（昭和16年）7月18日に、第3次近衛内閣を組織。外相には、南進論者の海軍大将・豊田貞次郎を任命した。7月23日にすでにドイツに降伏していたフランスのヴィシー政権からインドシナの権益を移管され、それを受けて7月28日に南部仏印進駐を実行し、7月30日にサイゴンへ入城。しかしこれに対するアメリカの対日石油全面輸出禁止などの制裁強化により日本は窮地に立たされることとなった。
9月6日の御前会議では、「帝国国策遂行要領」を決定。イギリス、アメリカに対する最低限の要求内容を定め、交渉期限を10月上旬に区切り、この時までに要求が受け入れられない場合、アジアに植民地を持つイギリス、アメリカ、オランダに対する開戦方針が定められた。
御前会議の終わった9月6日の夜、近衞はようやく日米首脳会談による解決を決意し駐日アメリカ大使ジョセフ・グルーと極秘のうちに会談し、危機打開のため日米首脳会談の早期実現を強く訴えた。事態を重く見たグルーは、その夜、直ちに首脳会談の早期実現を要請する電報を本国に打ち、国務省では日米首脳会談の検討が直ちに始まりアラスカ州で行うことまで決まられ、日本海軍も近衛用に用船を準備した。しかし、国務省では妥協ではなく力によって日本を封じ込めるべきだと考え、10月2日、アメリカ国務省は日米首脳会談を事実上拒否する回答を日本側に示した。
この日米首脳会談の計画を察知した辻政信は、当時自分の嘱託であった児玉誉士夫に近衛文麿がアメリカに行くなら横浜から船だろう、そうすると六郷橋を列車で通るから、それを橋もろともに吹き飛ばせと暗殺を指示されたと証言している。前述通り首脳会談は実現しなかったので計画は流れた。
陸軍はアメリカの回答をもって日米交渉も事実上終わりと判断し、参謀本部は政府に対し、外交期限を10月15日とするよう要求した。外交期限の迫った10月12日、戦争の決断を迫られた近衞は外相・豊田貞次郎、海相・及川古志郎、陸相・東條英機、企画院総裁・鈴木貞一を荻外荘に呼び、対米戦争への対応を協議した。いわゆる「荻外荘会談」である。そこで近衞は「今、どちらかでやれと言われれば外交でやると言わざるを得ない。（すなわち）戦争に私は自信はない。自信ある人にやってもらわねばならん」と述べ、10月16日に政権を投げ出し、10月18日に内閣総辞職した。
なお近衞と東條は、東久邇宮稔彦王を次期首相に推すことで一致した、しかし、東久邇宮内閣案は皇族に累が及ぶことを懸念する内大臣・木戸幸一らの運動で実現せず、東條が次期首相となった。近衞は東條を首相に推薦した重臣会議を病気を理由に欠席しているが、当時91歳の清浦奎吾が出席していたのと対比されて後世の近衞批判の一因となった。
ただ、近衞の娘婿で秘書官を務めていた細川護貞は「当時の近衞は痔に悩んでおり、昭和16年の10月ごろは椅子にも深く座れず腰を少しだけ乗せていたほど症状がひどかった」と保阪正康のインタビューに語っており、近衞の健康状態悪化が政権投げ出しや重臣会議欠席につながったのは事実の可能性がある。

### ゾルゲ事件への関与
ソ連によるスパイ事件、いわゆるゾルゲ事件に連座していた近衛内閣嘱託の尾崎秀実と西園寺公一が10月14日に検挙された。なお、尾崎とリヒャルト・ゾルゲ、らの外国人容疑者（ゾルゲ諜報団）を同時に検挙しなければ、外国人容疑者の国外逃亡や大使館への避難、あるいは自殺などによる逃亡、証拠隠滅が予想されるため、警視庁は一斉検挙の承認を検事に求めた。しかし、大審院検事局が日独の外交関係を考慮し、まず、総理退陣が間近な近衛と近い尾崎と西園寺の検挙により確信を得てから外国人容疑者を検挙すべきである、と警視庁の主張を認めなかった。
このため、14日に尾崎と西園寺の検挙が先行して行われ、近衛内閣が総辞職した18日、ゾルゲら外国人メンバーが一斉に逮捕された。外事課は検挙班を分けてゾルゲ、マックス・クラウゼン、ブランコ・ド・ヴーケリッチの3外国人容疑者を同時に検挙した。
なお当然ながら、近衛による尾崎と西園寺の内閣嘱託の任命責任と、近衛内閣の尾崎と西園寺、ゾルゲを経由したソ連への機密情報流出の関与も疑われ、事前の取り調べによって近衛とこの事件との密接な関係が浮かび出てきたことで、いかに巨大な影響を国政に与えるかを考慮し、近衛が首相辞職という道を選んだという意見もある。実際に東條は、近衛辞任後もこの事件によって一挙に近衛とその周辺を抹殺することを考え徹底的な調査を命じたが、その時点は日英米開戦直前直後で、事件の影響を国政に与えるかを考慮した結果、近衛への事情聴取も後になって行われたが、この日の総辞職とその後の英米蘭開戦でうやむやにされ、事実上の不問となった。

### 和平工作
1941年（昭和16年）12月8日の太平洋戦争（大東亜戦争）開始後は、「英米派の筆頭」とされ共に軍部から危険視されていた元外務次官・駐英大使の吉田茂と接近するようになる。1942年（昭和17年）のイギリス領シンガポール占領とアメリカ本土空襲、日本軍のアッツ島占領とミッドウェー海戦の敗北を、英米とのいい条件下での和平の好期と見た吉田は、近衞を中立国のスイスに派遣し、英米との交渉を行うことを持ちかけ、近衞も乗り気になったため、この案を木戸幸一に伝えるが、木戸が握り潰してしまった。近衞に注意すべきとの東條の意向に従ったものとされる。
戦局が不利になり始めた1943年（昭和18年）秋、近衞が和平運動に傾いていることを察した東條は、腹心の陸軍軍務局長・佐藤賢了を通じて「最近、公爵はよからぬことにかかわっているようですが、御身の安全のために、そのようなことはおやめになったほうがよろしい」と脅しをかけた。このことがそれまで優柔不断で弱気だった近衞を激怒豹変させた。以後、近衞は和平運動グループの中心人物になる。近衞は吉田茂らの民間人グループ、岡田啓介らの重臣グループの両方の和平運動グループをまとめる役割を果たし、また陸軍内で反主流派に転落していた皇道派とも反東條で一致し提携するなど、積極的な行動を展開した。
1944年（昭和19年）7月9日のサイパン島陥落に伴い、東條内閣に対する退陣要求が強まったが、近衞は「このまま東條に政権を担当させておく方が良い。戦局は、誰に代わっても好転する事は無いのだから、最後まで全責任を負わせる様にしたら良い」と述べ、敗戦を見越した上で、天皇に戦争責任が及びにくくするように考えていた。

### 終戦工作
1945年（昭和20年）1月25日に京都の近衛家陽明文庫において岡田啓介、米内光政、仁和寺の門跡・岡本慈航と会談し、敗戦後の天皇退位の可能性が話し合われた。もし退位が避け難い場合は、天皇を落飾させ仁和寺門跡とする計画が定められた。ただし、米内の手記にはこの様な話し合いをしたという記述はない。
戦局がさらに厳しさを増し、天皇が重臣たちから意見を聴取する機会を設けられることになった。平沼騏一郎、広田弘毅、近衞文麿、若槻禮次郎、牧野伸顕、岡田啓介、東條英機の7人が2月に天皇に拝謁してそれぞれ意見を上奏した。近衞は1945年（昭和20年）2月14日に、昭和天皇に対して「近衛上奏文」を奏上した。近衞が天皇に拝謁したのは3年4か月前の内閣総辞職後初めてであった。この上奏文は、国体護持のための早期和平を主張するとともに和平推進を天皇に対し徹底して説いている。また陸軍は主流派である統制派を中心に共産主義革命を目指しており、日本の戦争突入や戦局悪化は、ソビエトなど国際共産主義勢力と結託した陸軍による、日本共産化の陰謀であるとする反共主義に基づく陰謀論も主張している。近衛上奏文の作文には吉田茂と殖田俊吉が関与しており、両者はこの近衛上奏からまもなくして、陸軍憲兵隊に逮捕拘束された。昭和天皇は和平推進については理解を示したが、陸軍内部の粛清に関しては「もう一度戦果を挙げてからでないとなかなか話は難しいと思う」と述べ却下している。近衞の主張した陸軍の粛清人事とは、真崎甚三郎、山下奉文、小畑敏四郎ら皇道派を陸軍の要職に就け、継戦を強く主張している陸軍主流派を排除する計画であるが、皇道派を嫌悪していた天皇には到底受け入れ難いものであった。
6月22日、昭和天皇は内大臣の木戸幸一などから提案のあった「ソ連を仲介とした和平交渉」を行う事を政府に認め、7月7日に「思い切って特使を派遣した方が良いのではないか」と首相・鈴木貫太郎に述べた。これを受けて、外相・東郷茂徳は近衞に特使就任を依頼し、7月12日に正式に近衞は天皇から特使に任命された。この際、近衞は「ご命令とあれば身命を賭していたします」と返答した。しかし、近衞自身は和平の仲介はイギリスが最適だと考えていたとされ、側近だった細川護貞は「近衛さんは嫌がっていましたね。まあしかし、これはしようがないんだ。陛下がいわれたんだから、まあモスクワへ行くといったのだけどもと言って、すこぶる嫌がっていましたね」と戦後に述べている。だが近衞のモスクワ派遣は、2月に行われたヤルタ会談で対日参戦を決めていたスターリンに事実上拒否された。近衞が和平派の陸軍中将・酒井鎬次の草案をベースに作成した交渉案では、国体護持のみを最低の条件とし、全ての海外の領土と琉球諸島・小笠原諸島・北千島を放棄、「やむを得なければ」海外の軍隊の若干を当分現地に残留させることに同意し、また賠償として労働力を提供することに同意する事になっていた。ソ連との仲介による交渉成立が失敗した場合にはただちに米英との直接交渉を開始する方針であった。

### 終戦後

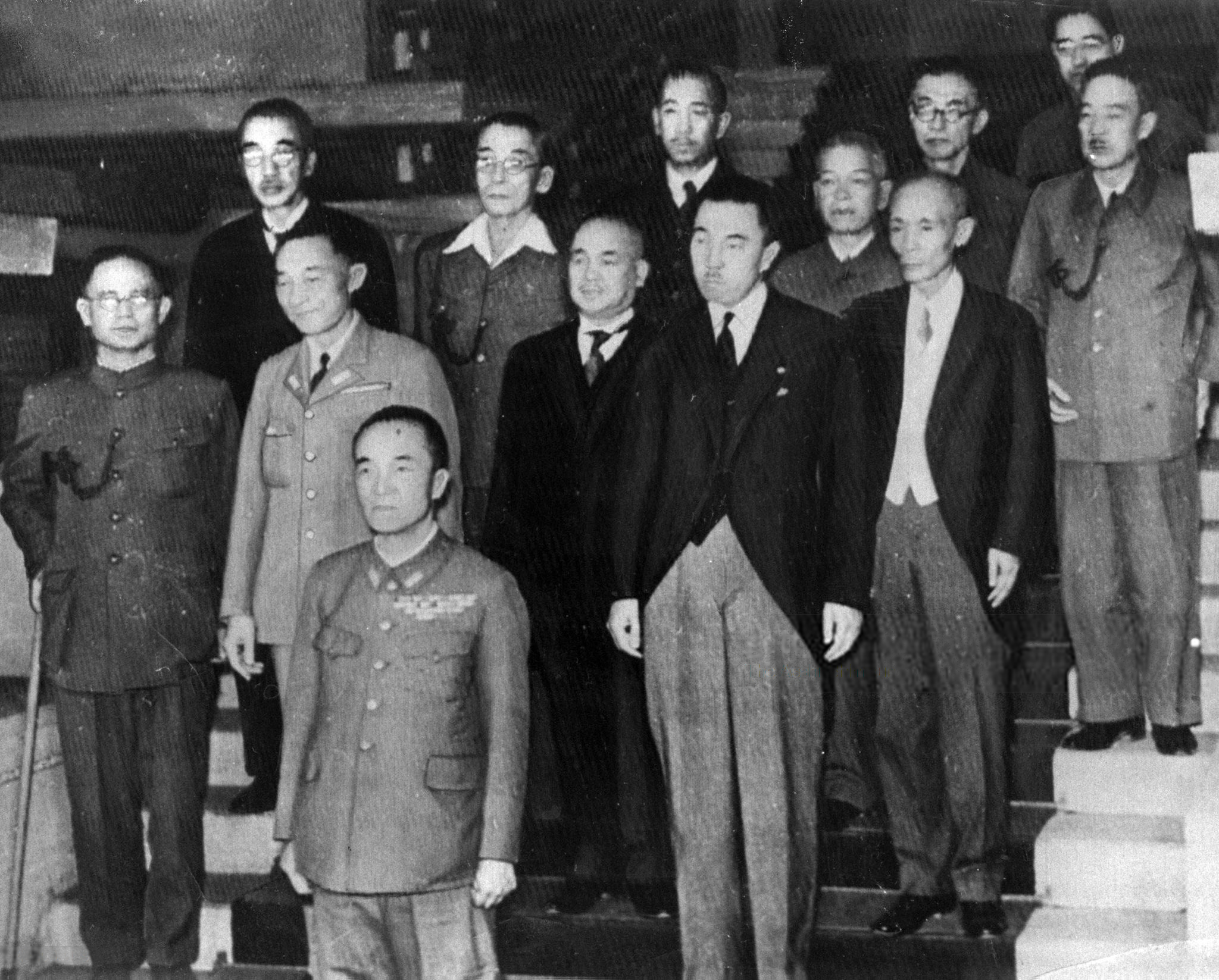
1945年（昭和20年）8月17日、内閣総理大臣東久邇宮稔彦王（最前列中央）ら東久邇宮内閣の閣僚と

1945年（昭和20年）8月15日に日本軍はポツダム宣言を正式に受諾することで無条件降伏した（日本の降伏）、第二次世界大戦の停戦が発効し（終結は同年9月2日）、鈴木貫太郎内閣は総辞職して東久邇宮稔彦王が後任の内閣総理大臣（史上唯一の皇族首相）となった。近衞は東久邇宮内閣に副総理格の無任所国務大臣として入閣し、緒方竹虎と共に組閣作業にあたった。イギリスやアメリカを中心とした連合国による日本占領が開始された後の10月4日、近衞は連合国軍総司令官ダグラス・マッカーサーを訪問し、持論の軍部右翼赤化論と共に開戦時において天皇を中心とした封建勢力や財閥がブレーキの役割を果たしていたと主張し、ドイツのような社会民主主義者や自由党が育たない間に、皇室と財閥を除けば日本はたちまち共産化すると説いた。これに対しマッカーサーは「有益かつ参考になった」と頷いた。さらに近衞が「政府組織および議会の構成につき、御意見なり、御指示があれば承りたい」と尋ねると、マッカーサーは自由主義的な憲法改正の必要性と自由主義的分子の糾合を指示し、近衞を世界に通暁するコスモポリタンと称賛して「敢然として指導の陣頭に立たれよ」と激励した。8月18日国務大臣の近衛文麿は警視総監を呼んで、国体護持のため慰安所設置の指揮を要請した。この要請から警視庁は東京料理飲食業組合に命じた結果マッカーサー元帥の執務室間近の400室からの互楽荘で国家によるアメリカ軍将兵への性的慰安所が運用開始した。
その後治安維持法の廃止を巡って10月5日に東久邇宮内閣が総辞職したことにより近衞は私人となった。
近衞は10月8日にGHQ政治顧問ジョージ・アチソンを訪問し、マッカーサーから言われた帝国憲法改正について意見を求めたところ、アチソンは12項目にわたる改正点を示唆した。これを受け近衞は天皇から内大臣府御用掛に任じられ、東大の高木八尺と京大の佐々木惣一の助言を受けながら熱心に帝国憲法改正作業を進めた。
10月23日の朝日新聞は、天皇退位の条項を付け加えるため皇室典範の改正が近く行われるだろうとの近衞の話を伝えた。首相・幣原喜重郎はこれに抗議し、翌24日に近衞は軌道修正する会見を行っている。
近衞は憲法改正作業をマッカーサーから委嘱されたことにより、新時代の政治的地位を得ることができたと考えていた。また池田成彬に対して「あなたは戦犯になるおそれがある」と語るなど、戦犯裁判にかけられるとはみていなかった。しかし国内外の新聞では徐々に支那事変、三国同盟、大東亜戦争に関する近衞の戦争責任問題が追及され始める。10月26日の『ニューヨーク・タイムズ』では、「近衞が憲法改正に携わることは不適当である」として「近衞が戦争犯罪人として取り扱われても誰も驚かない」と論じた。
白洲次郎たちは近衞がマッカーサーに憲法改正を託されたことを宣伝して回り、近衞を助けようと試みたが、11月1日にGHQは憲法改正について「東久邇宮内閣の副総理としての近衞に委嘱したことであり、内閣総辞職によって当然解消したもの」と表明し、総司令部は関知しないという趣旨の声明を発表した。憲法改正をマッカーサーから委嘱されたものと信じていた近衞にとっては大きな打撃であった。マッカーサーとの会見が行われたのは確かに近衞が東久邇宮内閣で副総理の職にあった時だが、憲法改正に関する詳細な打ち合わせを当局者と行った時点で近衞は既に東久邇宮内閣の総辞職によって私人となっており、声明はGHQが近衞の切り捨てを図ったものであった。こののちGHQによる近衞の戦争責任追及が開始された。
近衞は11月9日に東京湾上に停泊中の米海軍艦アンコンに呼び出され、軍部と政府の関係について米国戦略爆撃調査団による尋問が行われた。尋問はかなり厳しいものだったようで、尋問を終えた近衞は「尋問はそれはひどいものでしたよ。いよいよ私も戦犯で引っ張られますね」との予測を述べている。GHQ参謀第2部の対敵情報部調査分析課長のエドガートン・ハーバート・ノーマンは、大政翼賛会の設立などファッショ化に近衞が関与したことおよびアジア侵略・対米開戦に責任があることを指摘するレポート「戦争責任に関する覚書」を11月5日にアチソンに提出した。11月17日、アチソンはこれをジェームズ・F・バーンズ国務長官に送付した。

### 自殺

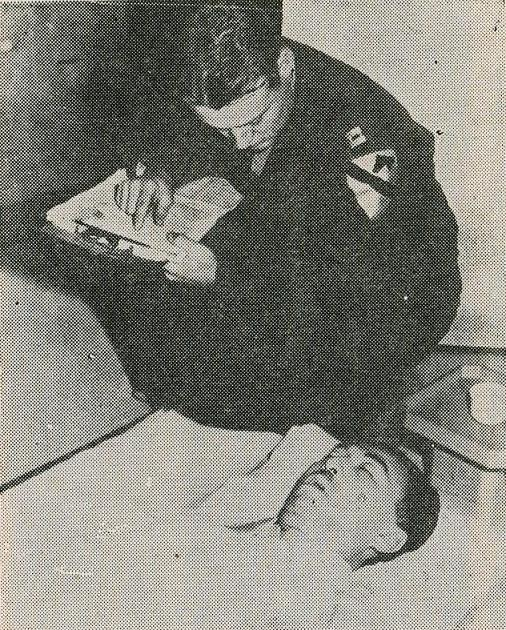
1945年（昭和20年）12月17日、近衞の遺体を検死する連合国軍最高司令官総司令部の憲兵

12月6日、連合国軍最高司令官総司令部は日本政府に対し近衛を逮捕するよう命令を発出（第四次逮捕者9名中の1人）。近衛は、逮捕命令の発表を軽井沢の山荘で聞いた。
A級戦犯として起訴され裁判（後の極東国際軍事裁判）にかけられる可能性が高くなった。近衞は巣鴨拘置所に出頭を命じられた最終期限日の12月16日未明に、荻外荘で青酸カリを服毒して自殺した。54歳2か月での死去は、日本の総理大臣経験者では、最も若い没年齢である。また総理大臣経験者として、死因が自殺である人物も近衞が唯一である。
自殺の前日に近衞は次男の近衛通隆に遺書を口述筆記させ、「自分は政治上多くの過ちを犯してきたが、戦犯として裁かれなければならないことに耐えられない…僕の志は知る人ぞ知る」と書き残した。この遺書は翌日にGHQにより没収された。なお、近衛の出頭について吉田茂外相が近衛の自殺の直前にマッカーサーとの面会で「近衛は自宅監察とする」との見通しを聞いており、また病気を理由に出頭を延期できる見込みもあった。吉田は近衛の自殺を知り、「自分が近衛に会って伝えていたら」と悔やんでいたという。
12月20日、死去につき勅使として侍従の徳大寺実厚が遣わされ、天皇、皇后、皇太后から祭粢料と榊を、天皇から神饌を賜り、玉串を供された。
葬儀は12月21日に行われた。京都市北区の大徳寺に「近衛家廟所」が在り、文麿の墓所はその地に在る。

## 人物

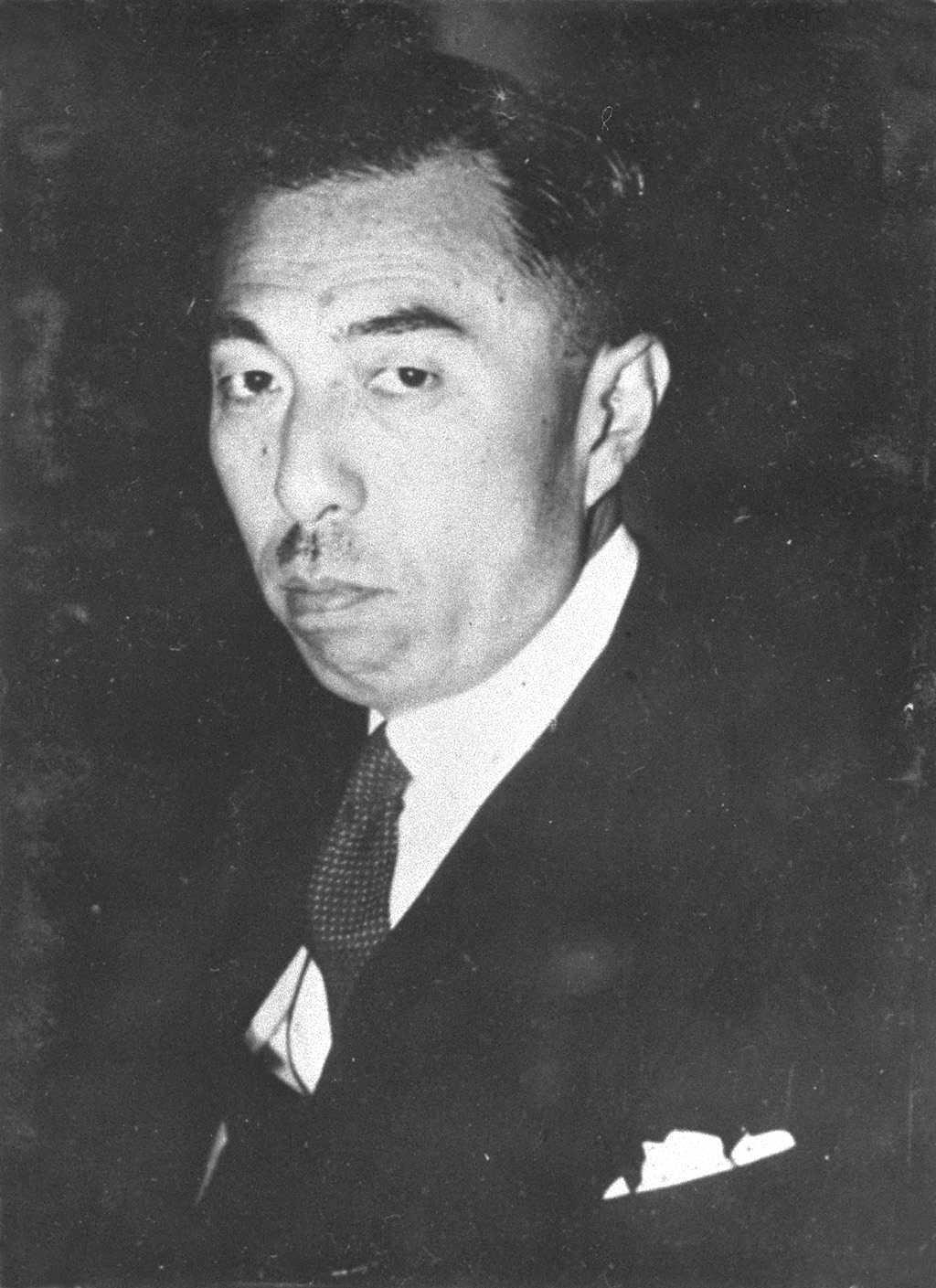
近衞

### 戦争責任について
近衞は予て1921年（大正10年）の演説で、統帥権によって将来軍部と政府が二元化しかねない危険性を説き、後にそれが現実となった形だった。だが、当時連合国軍総司令部の中心となっていたアメリカ側にはこのような状況は理解し難い内容であった。
近衞は『世界文化』に、「手記～平和への努力」を発表し、「支那事変の泥沼化と大東亜戦争の開戦の責任はいずれも軍部にあり、天皇も内閣もお飾りに過ぎなかった」と主張した。併せて自身が軍部の独走を阻止できなかったことは遺憾である、と釈明した。
しかしながら、近衞の戦争責任に対する態度は、近衞自身の責任をも全て軍部に転嫁するものであるとして当時から今日に至るまで、厳しく批判されている。親交のあった重光葵からも「戦争責任容疑者の態度はいずれも醜悪である。近衞公の如きは格別であるが…」と厳しく批判された。
また福田和也は、伊藤博文から小泉純一郎までの明治・大正・昭和・平成の総理大臣を点数方式で論じた著書の中で、そのあまりの無責任さがゆえに近衞に歴代総理の中での最低の評価点を与えている。
政治学者の猪木正道も、近衛と広田弘毅の無責任振りを批判しており、著作を読んだ昭和天皇は「猪木の書いたものは非常に正確である。特に近衛と広田についてはそうだ」と猪木の評価を肯定している。
朝日新聞において12月20日から『近衛公手記』が11回に渡り掲載された。開戦前の日米交渉に自身が果たした役割が語られている。これを読んだ昭和天皇は「近衞は自分にだけ都合の良いことを言っているね」と呆れ気味に語っている。
評論家の山本七平は近衛の発言を次のように批判している。

### ゾルゲ事件との関わり
1928年（昭和3年）6月から内務省警保局、拓務省管理局に勤務し、左翼運動の取締と国際共産主義運動の調査研究に従事した後、衆議院議員となり中野正剛と共に東條内閣倒閣運動に加わった三田村武夫によれば、1941年（昭和16年）10月15日に検挙された尾崎秀実と特別の関係にあった陸軍軍務局関係者は尾崎の検挙に反対であり、特に新聞記者として駐日ドイツ大使オイゲン・オットの信頼を得ることに成功していたリヒャルト・ゾルゲとの関係において、陸軍は捜査打ち切りを要求したが、第3次近衛内閣の総辞職後に首相に就任した東条英機は、尾崎の取り調べによって彼と近衞との密接な関係が浮かび出てきたことを知り、この事件によって一挙に近衞を抹殺することを考え、逆に徹底的な調査を命じた。
しかしその時点は日英米開戦直後で、日本政治最上層部の責任者として重要な立場にあった近衞及びその周辺の人物をこの事件によって葬り去ることがいかに巨大な影響を国政に与えるかを考慮した検察当局は、その捜査の範囲を国防保安法の線のみに限定せざるを得ず、彼等の謀略活動をできる限り回避すべく苦心したという。
1942年（昭和17年）11月18日、近衞は予審判事・中村光三から僅かな形式的訊問を受け、「記憶しません」を連発し尾崎との親密な関係を隠蔽したが、元アメリカ共産党員の宮城与徳は検事訊問（1942年3月17日）に対して、「近衛首相は防共連盟の顧問であるから反ソ的な人だと思って居たところ、支那問題解決の為寧ろソ連と手を握ってもよいと考える程ソ連的であることが判りました」と証言した。国家総動員法や大政翼賛会など新体制運動による立憲自由主義議会制デモクラシー破壊に猛反対していた鳩山一郎は、これより前に日記（昭和十五年十一月一日の条）に、「近衛時代に於ける政府の施設凡てコミンテルンのテーゼに基く。寔に怖るべし。一身を犠牲にして御奉公すべき時期の近づくを痛感す」と書いていた。

### 逸話
第1次近衛内閣のとき、拡大する日中戦争に不安を感じた近衞が、拓務大臣の大谷尊由に「次の閣議で杉山元に、陸軍はどこで作戦をやめるつもりなのか聞いてくれないか」と依頼した。気の弱い近衞は自分で杉山に質問できなかったのである。近衞に言われた通り、大谷は閣議で「陸軍はどこで作戦をやめるつもりなのか」と杉山に質問した。しかし杉山は大谷の質問を無視した。たまりかねた海相・米内光政が「だいたい、永定河と保定の間あたりで作戦を中止することになっているようである」と口をはさんだ。すると杉山が米内に向かって「なんだ君は！こんなところでそんな重要なことを言っていいのか！」と怒鳴りつけた。米内は杉山の理不尽な激怒に対して「そうかなあ」と言って黙りこみ、座はすっかり白けてしまった。
弟の近衛秀麿は、兄と違って気の強い人物であった。秀麿は1936年以降、終戦まで政府音楽大使としてヨーロッパで指揮者として活動した。当時ナチスが政権を握っていたが、秀麿はナチスを嫌っており、たびたび彼らの意向を無視したことで嫌がらせを受けながら公演を続けていた。ある日、総理となった文麿から国際電話があり「ドイツ大使館からお前のことで文句いわれている。総理の面子を保つため、お前ナチスの言うことを聞いてくれないか」と言ってきた。秀麿は兄の弱気ぶりに憤慨して「弟が自分の信念を貫くために苦しんでいるのに、そんな言い方はないだろう！」と言い返し、以後、終戦まで文麿と秀麿は音信不通であった。
終戦後、秀麿はドイツでアメリカ軍にいったん拘束されたのち帰国した。秀麿が帰国した時は文麿の戦犯指定がすでに内定しており、文麿はすっかり意気消沈していた。兄弟で再会の杯を酌み交わす席で文麿は「お前は自分の気持ちを貫いて立派だったよ。お前に比べたら自分は何も残せなかったなあ」とかつてのことを繰り返し詫びた。文麿の悟りきったような態度に、秀麿は兄の死を予感したという。出頭予定日の前日、秀麿は文麿夫人とともに自殺を防ごうと、文麿邸の中で毒物を探しまわった。「弱気な兄が自殺するんだったら、苦しまずに即死できる青酸カリしかない」と秀麿は考えていた。しかし、自宅のどこにも青酸カリはなく、文麿が入浴している時も脱衣服を探したがなかった。「もしかしたら自殺しないで裁判を受ける気になったのかもしれない」と一安心した秀麿と文麿夫人は、文麿の寝室の隣で眠ってしまった。しかし午前3時くらいになって様子を見に行ったとき、すでに文麿は息絶えていた。彼は青酸カリを肌身離さず、入浴中も風呂に持ち込んでいた。
そんな弱気な文麿だったが、秀麿は「小さい時、自分は兄の話を聞くのがとても楽しみだった。博識な兄は外国のことや宇宙のことにとてもよく通じていて、世界の秘密を話してくれるように兄は自分にいろいろなことを教えてくれたものである。今考えれば兄は政治家にまったく向いていなかったと思う。哲学者や評論家になればあんな最期を迎えることはなかったのに」と語っている。
風邪をひき、治癒しても二週間も人前に出なかったり、イチゴを煮沸消毒して食べるなど潔癖症的な面を見せることがあった。

### 人物評
- 作家の今東光が若き日に近衞の宴会に陪席したときの目撃談。

- 海軍大将・井上成美は、近衞文麿については終始辛口だった。

- 木戸幸一は近衞のことを「激動期をなんでも相談した仲」とした上で、晩年次にように回想している。

- 東郷茂徳は近衞の自殺を聞いて、次のようなメモを書き残している[44]。

### ゆかりの地

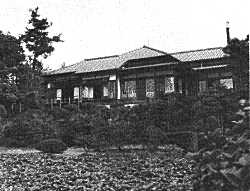
東京都荻窪の自邸「荻外荘」

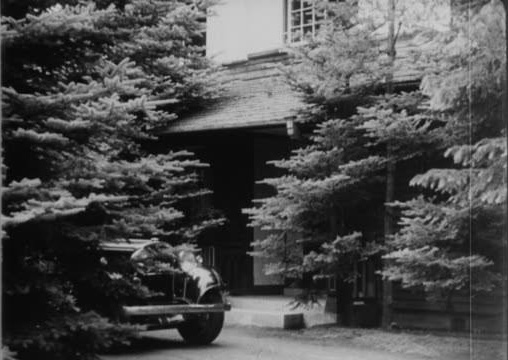
長野県軽井沢の別荘「草亭」

東京都荻窪にある近衛文麿旧宅「荻外荘（てきがいそう）」は、国指定史跡となっている。また京都宇多野にあった別荘「虎山荘」は、歴史資料保存施設「陽明文庫」として、京都嵐山にあった別荘「松籟庵」は、料亭として現在でも使用されている。長野県軽井沢町にあった2つの別荘のうち、一方のあめりか屋設計の別荘は近衛と親交のあった市村今朝蔵に譲られ、現在は「市村記念館」として公開されている。もう一方の別荘「草亭」があった跡地に面する通りは、現在「近衛レーン」と呼ばれている。そのほか湯河原、箱根、鎌倉山、小田原、我孫子などにも別荘を建てており、近衛は無類の別荘好きであった。これらのゆかりの地のなかでも、文化サロンや「第二の官邸」のような機能を持った自邸「荻外荘」の存在は、広く知られていた。また、軽井沢における避暑客との社交にも華々しいものがあり、ゴルフやパーティーなど、典型的な上流階級らしい生活ぶりは有名であった。軽井沢には1938年、来日したヒトラーユーゲントを招待したこともあった。

## 栄典
位階
- 1911年（明治44年）10月20日 - 従五位[45]
- 1913年（大正2年）11月1日 - 正五位[45][46]
- 1916年（大正5年）11月20日 - 従四位[45][47]
- 1920年（大正9年）11月30日 - 正四位[45]
- 1925年（大正14年）12月15日 - 従三位[45][48]
- 1931年（昭和6年）12月28日 - 正三位[45]
- 1939年（昭和14年）1月16日 - 従二位[49]

爵位
- 1904年（明治37年）1月23日 - 公爵（襲爵）[50]

勲章等
| 受章年                    | 略綬 | 勲章名                   | 備考 |
| ------------------------- | ---- | ------------------------ | ---- |
| 1915年（大正4年）11月10日 |      | 大礼記念章（大正）       |      |
| 1916年（大正5年）3月13日  |      | 木杯一組                 |      |
| 1920年（大正9年）9月7日   |      | 金杯一個                 |      |
| 1928年（昭和3年）11月10日 |      | 金杯一個                 |      |
| 1928年（昭和3年）11月10日 |      | 大礼記念章（昭和）       |      |
| 1928年（昭和3年）12月28日 |      | 勲二等旭日重光章         |      |
| 1931年（昭和6年）5月1日   |      | 帝都復興記念章           |      |
| 1934年（昭和9年）4月29日  |      | 勲一等瑞宝章             |      |
| 1939年（昭和14年）5月19日 |      | 旭日大綬章               |      |
| 1940年（昭和15年）8月15日 |      | 紀元二千六百年祝典記念章 |      |

外国勲章佩用允許
| 受章年                     | 国籍           | 略綬 | 勲章名                                   | 備考 |
| -------------------------- | -------------- | ---- | ---------------------------------------- | ---- |
| 1927年（昭和2年）4月19日   | ローマ教皇庁   |      | 千九百二十五年聖年祭記念布教博覧会功労章 |      |
| 1929年（昭和4年）9月28日   | イタリア王国   |      | 王冠勲章グランクロア                     |      |
| 1934年（昭和9年）3月1日    | 満州帝国       |      | 大満洲国建国功労章                       |      |
| 1935年（昭和10年）9月21日  | 満州帝国       |      | 満州帝国皇帝訪日記念章                   |      |
| 1938年（昭和13年）4月25日  | 満州帝国       |      | 勲一位龍光大綬章                         |      |
| 1938年（昭和13年）11月4日  | イタリア王国   |      | 聖マウリッツィオ・ラザロ大十字騎士勲章   |      |
| 1938年（昭和13年）12月6日  | ドイツ国       |      | ドイツ鷲大十字勲章                       |      |
| 1939年（昭和14年）12月27日 | タイ王国       |      | 白象勲一等大十字騎士章                   |      |
| 1940年（昭和15年）9月6日   | ハンガリー王国 |      | メリット・オングロアーズ勲章プルミエール |      |
| 1944年（昭和19年）7月20日  | 満州帝国       |      | 満州国国勢調査紀念章                     |      |

## 家族・親族

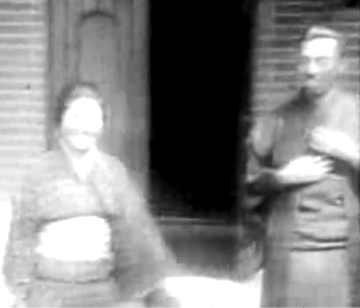
1930年代、荻外荘にて近衞千代子（左）と

妻の千代子とは、公爵という身分には珍しい恋愛結婚だった。しかし相手も華族で、釣り合いが取れないわけではなかった。華族女学校で一番の美女だったという千代子を一高の学生だった文麿が電車の中で見初めた一方的な一目惚れだったという。挙式は京都・宗忠神社。結婚当時は京都帝大在学中だったが、その生活は「学生結婚」という言葉にはそぐわないほど豪勢なものだった。千代子の実の妹である泰子は文麿の実の弟である秀麿に嫁ぎ、後に文麿と千代子の次男である通隆を養子に迎えている（文麿没後に秀麿夫妻は離婚している）。
結婚生活は円満だったが、弟の秀麿と同様に当時の大身の例にもれず数人の妾を囲い、隠し子もいた。流行歌手だった市丸が近衞の愛人だったことは有名である。千代子は気丈な女性で、文麿の服毒自殺に際しても、決して取り乱すことはなかった。
次女の温子（よしこ）は1937年（昭和12年） 4月、当時まだ京都帝大在学中だった細川護貞と結婚した。その直後の同年6月に父は総理となり、夫は総理秘書官となる。3年後の1940年（昭和15年）8月、父が総理に返り咲いて間もなく、温子は腹膜炎をこじらせて小石川の細川邸で死去した。享年23、夫と父に看取られての最期だった。この温子と護貞の短い結婚生活の中で恵まれたのが、後の1993年に総理となる長男の護熙と、近衛家の養子となった次男の忠煇である。
不仲だった継母の貞は戦時中京都の別邸（現・陽明文庫所在地）に単独で疎開。1945年（昭和20年）8月15日に同地で死去した。
実家
- 父：篤麿（貴族院議長）
- 母：衍子（旧加賀藩主・前田慶寧侯爵の五女）
  - 嫡子：文麿
- 継母：貞子（前田慶寧の六女、実の叔母に当たる）
  - 異母妹：武子（大山巌公爵の次男 大山柏に嫁ぐ）
  - 異母弟：秀麿（指揮者・作曲家）
  - 異母弟：直麿（雅楽研究者）
  - 異母弟：忠麿（→水谷川家を継ぐ、春日大社宮司）

自家

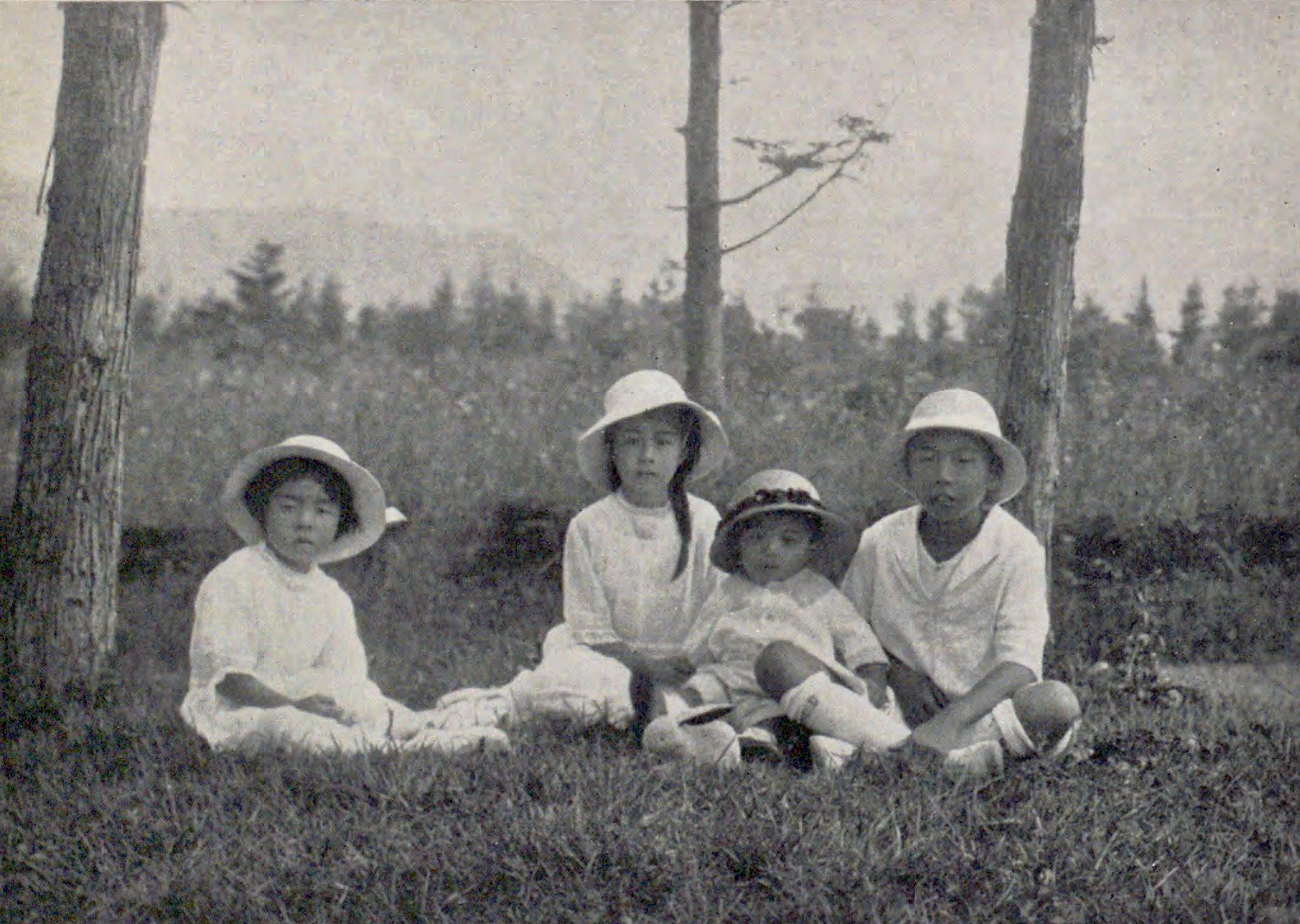
左から順に温子、昭子、通隆、文隆。1923年（大正12年）軽井沢にて

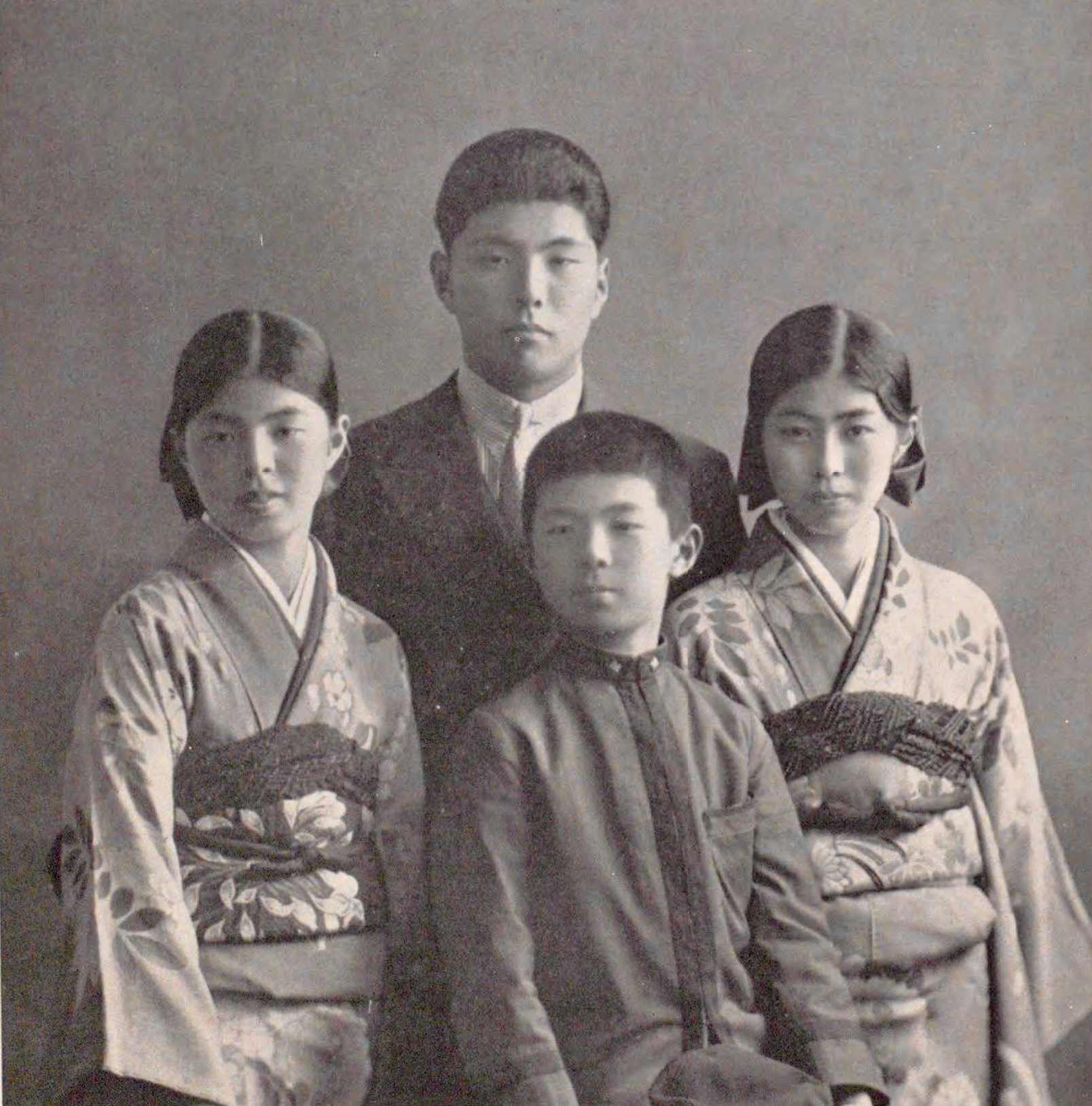
左から順に温子、文隆、通隆、昭子。1932年

- 妻：千代子（旧豊後佐伯藩主・毛利高範子爵の次女）
  - 長男：文隆（シベリア抑留中病死）
    - 庶孫：東隆明（俳優）

  - 長女：昭子（島津公爵家・島津忠秀に嫁ぐが、整体師・野口晴哉と駆け落ちして後に結婚）
  - 次女：温子（細川侯爵家・細川護貞に嫁ぐ）
    - 外孫：細川護熙（内閣総理大臣）
    - 嫡孫：忠煇（出生時の名は細川護輝。後に近衛家の養子となる。日本赤十字社社長）

  - 次男：通隆（東京大学教授。1935年10月12日、文麿の異母弟の近衛秀麿夫妻の養子となる）

妾家
- 愛人：山本ヌイ（別名、縫子。新橋の芸者）
  - 娘：斐子（水谷川忠麿の養子となったのち、山本家に復籍[61]）
- 愛人：市丸（芸者、歌手）[62]

## 系譜

### 近衛家
藤原忠通の子基実を始祖とする五摂家の一つ。江戸時代初期に嗣子を欠いたため、後陽成天皇の第四皇子が母方の叔父・信尹の養子となり信尋として近衛家を継いだ。文麿はその直系十一世孫に当たり、その血統は当時は大勢いた皇族よりもずっと皇室に近かった。

### 皇室との関係
後陽成天皇の男系12世子孫である。後陽成天皇の第四皇子で近衛家を継いだ近衛信尋の男系後裔。

詳細は皇別摂家#系図も参照のこと。

## 文献
近衛が開設した陽明文庫には近衛の関連資料が所蔵されている。

### 自著

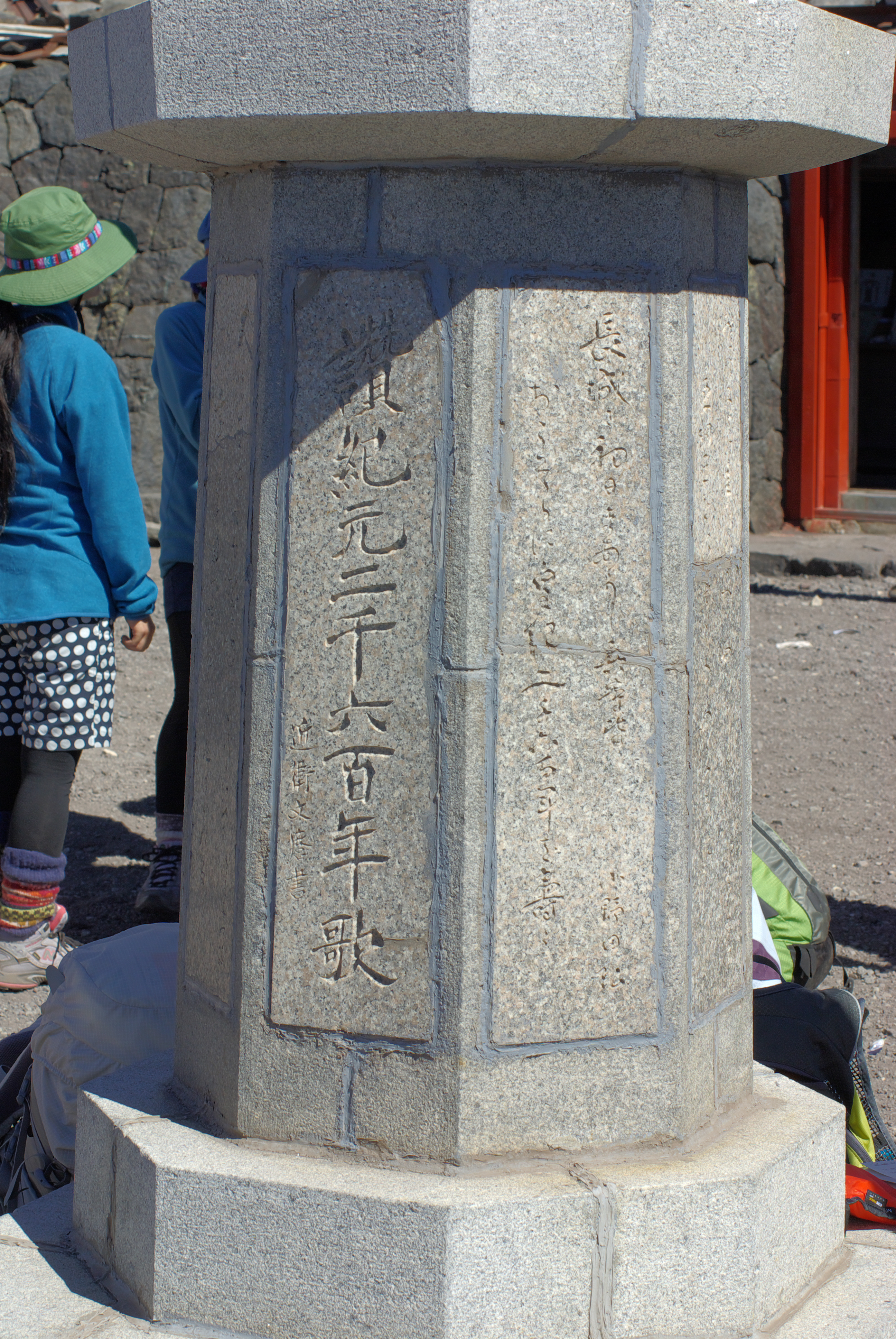
富士山頂、富士山本宮浅間大社奥宮の石燈籠に刻まれた近衛文麿書による讃紀元二千六百年歌。

- 『戰後歐米見聞録 : 全』外交時報社、1920年。 NCID BN15654017。
  - 『戦後欧米見聞録』中央公論社、1981年。
- 今井時郎、日本社會學院調査部[編輯]「革命及宣傳」『現代社會問題研究』第10巻、冬夏社、1921年、NCID BN10670446。
- 佐久間秀雄 [編輯]「上院と政治」『日本読書協会会報』臨時號、日本讀書協會、1924年、NCID BA60872010。
- 『國際平和の根本問題』（[増補]）近衞文麿、1930s年。 NCID BB06448836。
- 『國際平和の根本問題』[出版者不明]、1935年。 NCID BA45750878。
- 伊藤武 [編]『近衛文麿清談録』千倉書房、1936年。 NCID BN03251057。
- 馬場鍈一、安井英二、有馬頼寧、松井春生『日本に呼びかける』今日の問題社、1937年。 NCID BA54609553。
- 岡部長景『日支両国の識者に望む　― 遍く東亜の同志に愬ふ』東亜同文会、1937年。 NCID BB02825167。
- 『農業増産報國推進隊員諸君に愬ふ』[第39輯]、農林省 : 農業報國聯盟〈農業増産報國推進隊訓練講演要旨〉、1940年。 NCID BA76794233。
- 新政治研究会『戦時下の国民におくる近衛首相演説集』東晃社、1940年。 NCID BA67610613。
- 迫水久常、孫識齊『日本投降内幕』[私製]、1947年。 NCID BB14338855。
- 昭和戦争文学全集編集委員会 [編]『知られざる記録』別巻、集英社〈昭和戦争文学全集〉、1965年。 NCID BN10352495。
- 亀井俊介、福沢諭吉、久米邦武、内村鑑三、井上円了、片山潜、永井荷風、近衛文麿『日本人のアメリカ論』23号、新渡戸稲造; 厨川白村; 池崎忠孝; 鶴見祐輔; 島崎藤村; 和辻哲郎; 高木八尺、研究社出版〈アメリカ古典文庫〉、1977年。 NCID BN00390115。

#### 手記・日記
- 『近衛公の手記 : 日米開戦の実相』第一東光社、1946年。 NCID BA90599045。
- 朝日新聞社 [編]『失はれし政治 : 近衞文麿公の手記』朝日新聞社、1946年。 NCID BN03251319。
  - Konoye, Fumimaro ([1940s] エラー: 日付が正しく記入されていません。（説明）). The memoirs of Prince Fumimaro Konoye : translated from the Asahi Shimbun, Dec. 20-30, 1945. Tokyo: Okuyama Service. OCLC 493810968 ― 朝日新聞社刊の英訳。
- 『最後の御前会議 : 近衛文麿公手記』 19巻、2号、時局月報社〈自由國民〉、1946年。 NCID BN14832812。
- 『平和への努力 : 近衞文麿手記』日本電報通信社、1946年。 NCID BN0603167X。
- 共同通信社「近衛日記」編集委員会『近衛日記』共同通信社開発局、1968年。 NCID BN01951499。
- 松田道雄、橋川文三『近衛上奏文』35-36号、筑摩書房〈近代日本思想大系〉、1974年。 NCID BN01195374。
- 『大統領への証言』毎日ワンズ、2008年12月1日。ISBN 9784901622363。 ― 『近衛手記』『近衛日記』を底本とし、『近衛文麿「六月終戦」のシナリオ』を大幅に改訂、改題。
- 『最後の御前会議　戦後欧米見聞録―近衛文麿手記集成』中央公論新社〈中公文庫プレミアム [こ-19-2]〉、2015年7月23日。ISBN 9784122061460。 ― 手記6篇（『最後の御前会議』[63]、『平和への努力』[64]、『近衛上奏文』[65]『世界の現状を改善せよ』『戦後欧米見聞録』[66]『英米本位の平和主義を排す』[67][68]）を集成。

#### 翻訳
- Wilde, Oscar『Thew soul of man under socialism』新思潮社、1914年。 NCID BA88951215。

### 評伝
- 『近衛文麿』 上・下、矢部貞治代表・近衛文麿伝記編纂刊行会、弘文堂、1952年。
  - 復刻版 『近衛文麿』ゆまに書房〈歴代総理大臣伝記叢書 25〉、2006年。
- 矢部貞治『近衛文麿』時事通信社〈三代宰相列伝〉、1958年。新版1986年
  - 『近衛文麿－誇り高き名門宰相の悲劇』』光人社NF文庫、1993年 - 上記の縮約版。
- 岡義武『近衛文麿―「運命」の政治家』岩波書店〈岩波新書〉、2003年3月（原著1972年6月24日）。ISBN 9784004131335。 - 「著作集」（岩波書店）に収録
- 伊藤隆『近衛新体制―大政翼賛会への道』中央公論社〈中公新書〉、1983年11月。ISBN 9784121007094。
  - 『大政翼賛会への道－近衛新体制』講談社学術文庫、2015年12月
- 杉森久英『近衛文麿』河出書房新社、1986年。
  - 『近衛文麿』河出書房新社、新版1988年。河出文庫（上下）、1990年
- 工藤美代子『われ巣鴨に出頭せず―近衛文麿と天皇』中央公論新社〈中公文庫〉、2009年7月（原著2006年7月1日）。ISBN 9784122051782。（単行版 日本経済新聞出版社 ISBN 9784532165635）
- 鳥居民『近衛文麿「黙」して死す―すりかえられた戦争責任』草思社、2007年3月。ISBN 9784794215758。草思社文庫、2014年12月
- 筒井清忠『近衛文麿―教養主義的ポピュリストの悲劇』岩波現代文庫、2009年5月。ISBN 9784006002183。
- 古川隆久『近衛文麿』吉川弘文館〈人物叢書〉、2015年9月。
- 林千勝『近衛文麿 野望と挫折』ワック、2017年11月。ISBN 9784898314654。

### その他
- 升味準之輔『戦後政治』 上、東京大学出版会、1983年5月10日。ISBN 9784130330213。
- 平泉澄『日本の悲劇と理想』（普及版）錦正社、1994年12月1日（原著1977年3月）。ISBN 9784764602403。 （原著 原書房 NCID BN11924710 ）
- 平泉澄『悲劇縦走』皇學館大学出版部、1980年9月。ISBN 9784876440313。
- 早川隆『日本の上流社会と閨閥』角川書店、1983年、8-14頁。ISBN 9784048200011。
- 瀬島龍三『大東亜戦争の実相』PHP研究所〈PHP文庫〉、2000年7月3日（原著1998年7月1日）。ISBN 9784569574271。 （原著 ISBN 9784569601809）

- 林茂『日本の歴史〈25〉太平洋戦争』（改版2刷）中央公論新社、2006年。ISBN 9784122047426。
- 道越治 [編著]、松橋暉男／松橋雅平 [監修]『近衛文麿「六月終戦」のシナリオ』毎日ワンズ、2006年4月1日。ISBN 9784901622158。
- 林千勝『日米戦争を策謀したのは誰だ! ロックフェラー、ルーズベルト、近衛文麿 そしてフーバーは──』WAC、2019年2月27日。ISBN 9784898314814。

## 関連作品

### 映画
- 『太平洋の鷲』（1953年）- 演：高田稔
- 『軍神山本元帥と連合艦隊』（1956年）- 演：高田稔
- 『大東亜戦争と国際裁判』（1959年）- 演：高田稔
- 『皇室と戦争とわが民族』（1960年）- 演：細川俊夫
- 『スパイ・ゾルゲ/真珠湾前夜』（1961年）- 演：北竜二
- 『連合艦隊司令長官 山本五十六』（1968年）- 演：森雅之
- 『激動の昭和史 軍閥』（1970年）- 演：神山繁
- 『トラ・トラ・トラ!』（1970年）- 演：千田是也
- 『大日本帝国』（1982年）- 演：仲谷昇
- 『帝都大戦』（1989年）- 演：日下武史
- 『スパイ・ゾルゲ』（2003年）- 演：榎木孝明
- 『聯合艦隊司令長官 山本五十六』（2011年）- 演：岸博之
- 『終戦のエンペラー』（2013年）- 演：中村雅俊
- 『日本独立』（2020年）- 演：松重豊

### テレビドラマ
- 『日本の戦後』第2集「サンルームの二時間 憲法GHQ案の衝撃」（1977年、NHK）- 演：高橋昌也
- 『大いなる朝』（1979年、テレビ朝日）- 演：伊丹十三
- 『さらば空中戦艦富嶽』（1980年、テレビ朝日）- 演：久米明
- 『その時歴史は変わった 今つづる父と母の昭和史』（1981年、テレビ朝日）- 演：加藤和夫
- 『海にかける虹〜山本五十六と日本海軍』（1983年、テレビ東京）- 演：高橋昌也
- 『華族の女』（1983年、NHK）- 演：高松英郎
- 『吉田茂』（1983年、関西テレビ）- 演：仲谷昇
- 『昭和16年の敗戦』（1991年、フジテレビ）- 演：仲谷昇
- 『命なりけり 悲劇の外相東郷茂徳』（1994年、TBS）- 演：原田清人
- 『戦後50年特別企画 女たちの戦争 忘れられた戦後史 進駐軍慰安命令』（1995年、フジテレビ）- 演：林秀樹
- 『憲法はまだか』（1996年、NHK）- 演：江守徹
- 『ヒロシマ 原爆投下までの4か月』（1996年、TBS）- 演：加藤和夫
- 『あの戦争は何だったのか 日米開戦と東條英機』（2008年、TBS）- 演：山口祐一郎
- 『落日燃ゆ』（2009年、テレビ朝日）- 演：平田満
- 『白洲次郎』（2009年、NHK）- 演：岸部一徳
- 『負けて、勝つ 〜戦後を創った男・吉田茂〜』（2012年、NHK） - 演：野村萬斎
- 『経世済民の男 第三部 鬼と呼ばれた男〜松永安左エ門』（2015年、NHK）- 演：利重剛
- 『いだてん〜東京オリムピック噺〜』（2019年、NHK大河ドラマ）- 演：しいたけを